# Tournée de l'équipe d'Angleterre de rugby à XV en 2003
La tournée de l'équipe d'Angleterre de rugby à XV de 2003 a lieu en Australie et en Nouvelle-Zélande. Elle se déplace dans ces deux pays pour la troisième fois après 1963 et 1998.

## Synopsis
L'équipe d'Angleterre arrive en Océanie pleine de confiance. Elle vient de remporter le Grand Chelem dans le Tournoi des Six Nations. Elle est invaincue depuis le 23 mars 2002 et une victoire sur le pays de Galles. Elle a battu les trois nations majeures de l'Hémisphère Sud lors de la dernière tournée d'automne, atomisant notamment l'Afrique du Sud (53-3).
L'équipe de Nouvelle-Zélande est elle la nation la plus dangereuse et la plus régulière de l'Hémisphère Sud, mais elle reste sur une défaite contre l'Angleterre à Twickenham (31-28) lors de la dernière tournée d'automne. L'équipe d'Australie doit elle prendre ses marques avant d'accueillir la Coupe du monde, mais n'a plus gagné contre l'Angleterre depuis 1999, l'année de son deuxième titre mondial.

## La tournée

### Le staff anglais
- Sélectionneur : Clive Woodward
- Entraîneur avants : Andy Robinson
- Entraîneur buteurs : Dave Alred
- Entraîneur défense : Phil Larder

### Joueurs
| Entraîneur | Entraîneur             | Clive Woodward |
| Avants     | Pilier                 | Jason Leonard (Harlequins), Graham Rowntree (Leicester Tigers), Phil Vickery (Gloucester Rugby), Trevor Woodman (Gloucester Rugby), Mike Worsley (Harlequins) |
| Avants     | Talonneur              | Mark Regan (Leeds Tykes), Steve Thompson (Northampton Saints), Dorian West (Leicester Tigers)                                                                 |
| Avants     | Deuxième ligne         | Steve Borthwick (Bath Rugby), Ben Kay (Leicester Tigers), Martin Johnson (Leicester Tigers), Simon Shaw (London Wasps)                                        |
| Avants     | Troisième ligne aile   | Neil Back (Leicester Tigers), Richard Hill (Saracens), Joe Worsley (London Wasps)                                                                             |
| Avants     | Troisième ligne centre | Lawrence Dallaglio (London Wasps), Martin Corry (Leicester Tigers)                                                                                            |
| Arrières   | Demi de mêlée          | Kyran Bracken (Saracens), Matt Dawson (Northampton Saints), Andy Gomarsall (Gloucester Rugby)                                                                 |
| Arrières   | Demi d'ouverture       | Paul Grayson (Northampton Saints), Alex King (London Wasps), Jonny Wilkinson (Newcastle Falcons)                                                              |
| Arrières   | Centre                 | Stuart Abbott (Stormers), Will Greenwood (Harlequins), Jamie Noon (Newcastle Falcons), Mike Tindall (Bath Rugby)                                              |
| Arrières   | Ailier                 | Ben Cohen (Northampton Saints), Dan Luger (USA Perpignan), Jason Robinson (Sale Sharks), James Simpson-Daniel (Gloucester Rugby)                              |
| Arrières   | Arrière                | Iain Balshaw (Bath Rugby), Josh Lewsey (London Wasps) |

### La liste des matchs
| Date         | Adversaire             | PM | PE | Lieu                         | Rapport    |
| 9 juin 2003  | Māori Nouvelle-Zélande | 23 | 9  | Yarrow Stadium, New Plymouth | BBC report |
| 14 juin 2003 | Nouvelle-Zélande       | 15 | 13 | Westpac Stadium, Wellington  | BBC report |
| 21 juin 2003 | Australie              | 25 | 14 | Telstra Dome, Melbourne      | BBC report |

## Les tests
| 14 juin 2003 | Nouvelle-Zélande                                                       | 13–15 (6–6) | Angleterre                                                                         | Westpac Stadium, Wellington 37 000 spectateurs Arbitre : Stuart Dickinson |
| 14 juin 2003 | Essai(s) : Howlett Transformation(s) : Spencer Pénalité(s) : Spencer 2 |             | Pénalité(s) : Wilkinson 4 Drop(s) : Wilkinson Carton(s) jaune(s) : Back, Dallaglio | Westpac Stadium, Wellington 37 000 spectateurs Arbitre : Stuart Dickinson |
| 14 juin 2003 |                                                                        |             |                                                                                    | Westpac Stadium, Wellington 37 000 spectateurs Arbitre : Stuart Dickinson |

| 21 juin 2003 | Australie                              | 14–25 (3–12) | Angleterre                                                                                     | Telstra Dome, Melbourne 55 000 spectateurs Arbitre : David McHugh |
| 21 juin 2003 | Essai(s) : Sailor Pénalité(s) : Roff 3 |              | Essai(s) : Cohen, Greenwood, Tindall Transformation(s) : Wilkinson 2 Pénalité(s) : Wilkinson 2 | Telstra Dome, Melbourne 55 000 spectateurs Arbitre : David McHugh |
| 21 juin 2003 |                                        |              |                                                                                                | Telstra Dome, Melbourne 55 000 spectateurs Arbitre : David McHugh |

## L'épilogue
L'équipe d'Angleterre remporte pour la première fois une série de test-matchs dans l'Hémisphère Sud, et s'impose pour la deuxième fois en Nouvelle-Zélande après 1973 et pour la première fois en Australie. Les trois nations atteindront les demi-finales de la Coupe du monde en compagnie de la France, l'Angleterre remportant le titre mondial sur le fil face à l'Australie après prolongation (20-17).

## Articles annexes
- Angleterre-Australie en rugby à XV
- Angleterre-Nouvelle-Zélande en rugby à XV